# Il ponte di vetro
Il ponte di vetro è un film del 1940 diretto da Goffredo Alessandrini.

## Trama
Luciana è una moglie trascurata di un celebre chirurgo. È costretta a partire da sola per le vacanze in Tunisia ma il volo è costretto ad un ammaraggio di fortuna. Mentre i passeggeri vengono raccolti da una nave la donna resta nel velivolo dove viene accudita dal pilota con il quale, una volta rientrata in Italia, inizia una relazione affettiva. Il marito scopre l'intesa ma dopo aver curato il rivale ferito gravemente in un incidente aereo riesce a riconciliarsi con la moglie.

## Distribuzione
Il film venne distribuito nelle sale cinematografiche italiane il 16 febbraio del 1940.